# Monika Korger
Monika Häberle (* 1962 in Heidenheim an der Brenz als Monika Korger) ist eine ehemalige deutsche Degenfechterin und Moderne Fünfkämpferin.

## Sportliche Laufbahn
Korger begann ihre Karriere beim Heidenheimer SB. Trainiert wurde sie dort von Peter Kroner.
Bei den deutschen Degen-Einzelmeisterschaften 1987 konnte sie den erstmals seit 1927 vergebenen Titel im Dameneinzel erringen sowie 1990 hinter ihrer Trainingspartnerin Sabine Krapf den zweiten Platz holen.

## Berufliche Karriere
Monika Häberle studierte im Lehramt Sport und Französisch und ist Oberstudienrätin am Klettgau-Gymnasium in Waldshut-Tiengen.